# Zdenka Schelingová
Zdenka Schelingova (ur. 24 grudnia 1916 w Krivi; zm. 31 lipca 1955 w Trnawie) – słowacka zakonnica, Błogosławiona Kościoła katolickiego.

## Życiorys
Urodziła się wielodzietnej rodzinie, jej ojciec był rolnikiem. Wstąpiła do zgromadzenia Miłosiernych Sióstr świętego Krzyża w dniu 28 stycznia 1943 roku złożyła śluby wieczyste, a także pracowała w państwowym szpitalu. Pomogła uciec uwięzionemu kapłanowi ze szpitala, a potem próbowała pomóc uciec kolejnym kapłanom, jednak plan się nie powiódł. Aresztowano ją w dniu 29 lutego 1952 roku i 17 czerwca 1952 została skazana na 12 lat więzienia i 10 lat pozbawienia praw obywatelskich. Zmarła mając 38 lat w opinii świętości. 6 kwietnia 1970 roku sąd w Bratysławie zrehabilitował ją.
Beatyfikował ją papież Jan Paweł II w dniu 14 września 2003 roku w Bratysławie.